# Heptoda

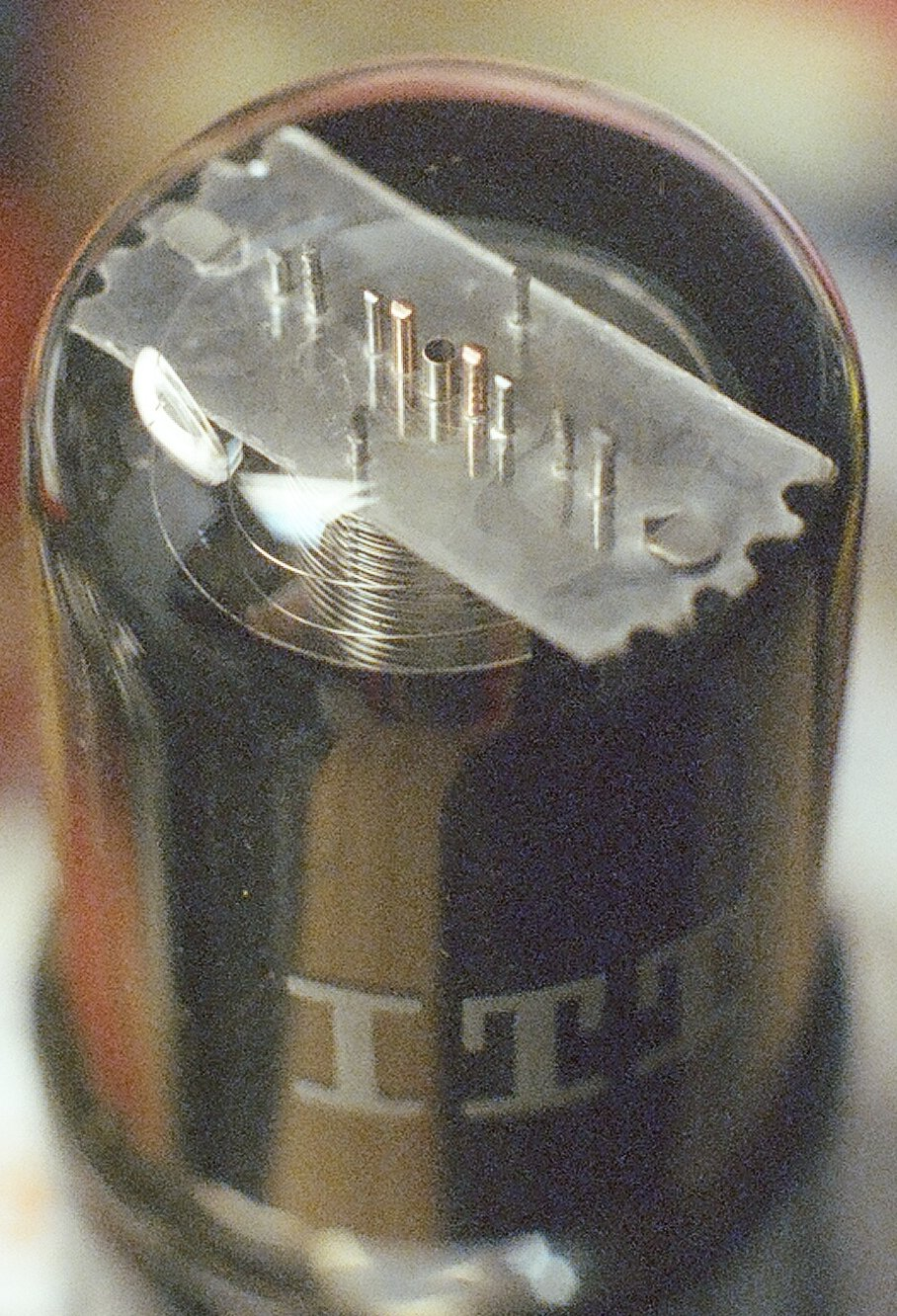
Americký pentagrid 12SA7, pohled na elektronový systém, od katody přes mřížky až k válcové plechové anodě.

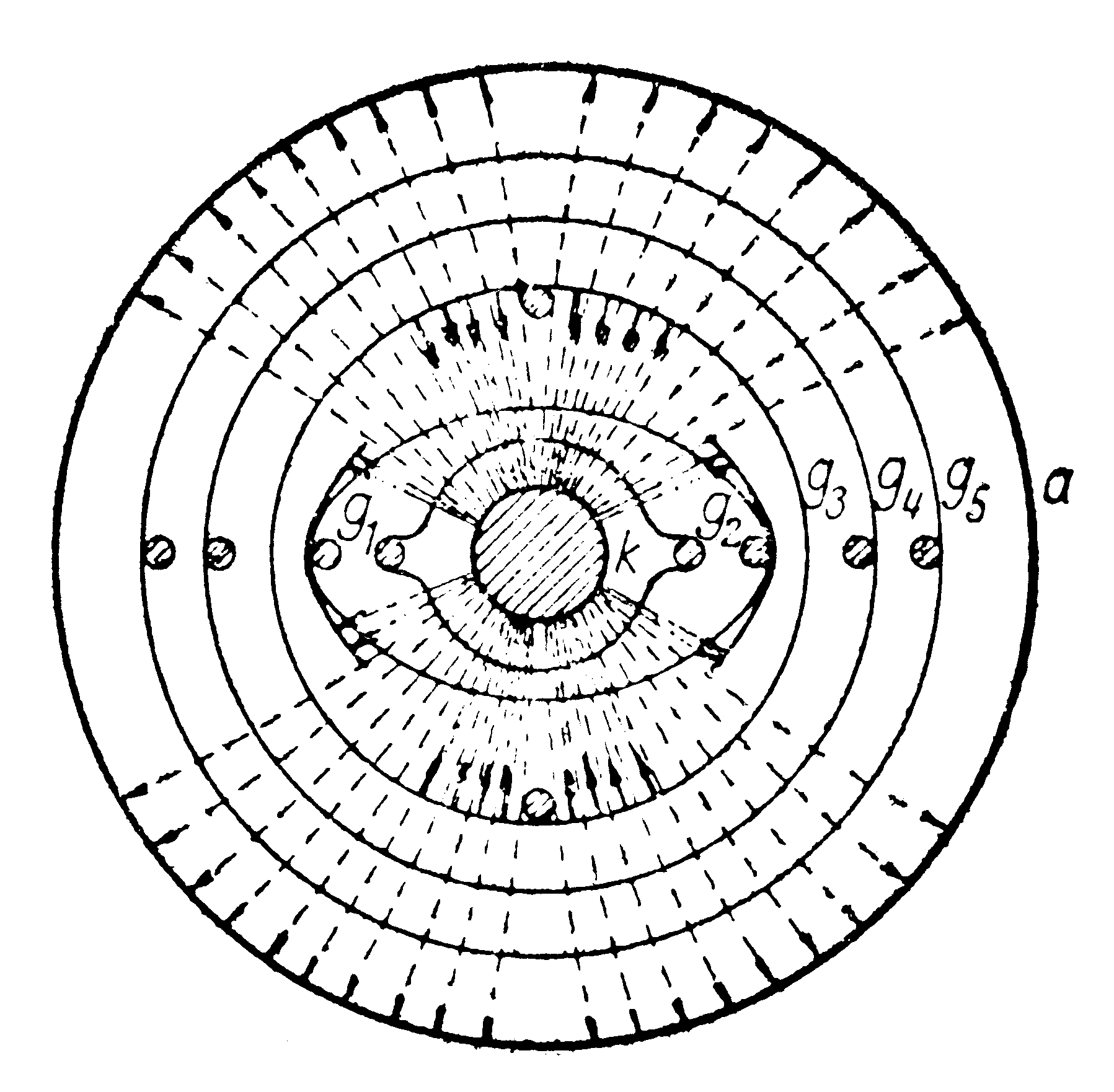
Pentagrid - příčný řez systémem, dráhy elektronových svazků

Heptoda, v některých zapojeních též nazývaná pentagrid je elektronka se sedmi elektrodami – katodou, anodou a 5 mřížkami. Slouží obvykle ke směšování signálu v heterodynech a superheterodynech. Název elektronky je odvozen z řecké číslovky sedm (hepta), nebo pět (penta-grid = pět-mřížek). Dvě z mřížek jsou obvykle řídicí, ostatní slouží ke stínění či brzdění toku elektronů. Pořadí a význam mřížek se může lišit.

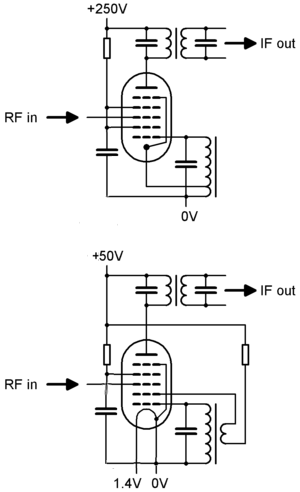
Typické zapojení pentagridu coby směšovače/oscilátoru. Nahoře zapojení s Hartleyovým oscilátorem pro nepřímo žhavené elektronky (6H31), dole zapojení s Millerovým oscilátorem pro přímo žhavené (bateriové) elektronky (1H33). Zde plně postačuje anodové napětí 45V.

Používala se především dvě zapojení heptody:
- Heptoda coby směšovač: První a třetí mřížka byly řídicí, druhá a čtvrtá stínicí, pátá pak brzdicí. Elektronka prováděla pouze směšování signálu, jeho zdroj musel být osazen samostatnou elektronkou, či triodovým systémem kombinované elektronky. Typické příklady: ECH4, ECH21, ECH81.
- Pentagrid: Katoda a první dvě mřížky pracovaly jako samostatná trioda, kde druhá mřížka měla funkci anody triodové části pentagridu, pro zbývající část fungovala jako virtuální katoda. Třetí mřížka řídila proud elektronů z triodové části pentagridu, čtvrtá mřížka byla stínicí, pátá měla funkci hradicí (tato část pentagridu fungovala jako pentoda). Druhá a čtvrtá mřížka byly obvykle spojeny přímo v baňce a na patici vedl jen jejich společný vývod. Typické příklady: 6A8, 6BE6, 6H31, 1H33.

Pentagrid byl typicky americkou (USA) záležitostí. V Evropě byla ve funkci pentagridu používána téměř výhradně oktoda. Důvody tohoto rozdělení byly v patentové ochraně konstrukcí elektronek, případně s tím spojené licenční politice.